# Przewodów
Przewodów (ukr. Переводів, Perewodiw) – wieś w Polsce położona w województwie lubelskim, w powiecie hrubieszowskim, w gminie Dołhobyczów.
Wieś stanowi sołectwo gminy Dołhobyczów. W skład sołectwa wchodzi także osada Lipina. Według Narodowego Spisu Powszechnego Ludności i Mieszkań (III 2011) liczyła 530 mieszkańców i była drugą co do wielkości miejscowością gminy Dołhobyczów.
Wieś jest siedzibą rzymskokatolickiej parafii św. Brata Alberta.

## Historia
Wieś położona jest w staropolskim powiecie bełskim. W 1403 wchodziła w skład łacińskiej parafii rzeplińskiej, należała podówczas do Benedykta (Radzanowskiego?) z Przewodowa i Wasylowa. W 1435 roku od Radzanowskich wieś kupił kasztelan bełski Jan Magier (Magiera). W II połowie XV wieku przeszła do Andrzeja Magiera, zaś w 1554 roku dziedziczka Zofia z Magierów Secygniowska (córka Mikołaja sprzedała ją Andrzejowi Dembowskiemu, ówczesnemu staroście hrubieszowskiemu. W 1564 roku w miejscowości tej znajdowało się 8 łanów (134,4 ha) gruntów uprawnych. W 1880 roku wieś liczyła 120 domostw i 682 mieszkańców, w tym kilkudziesięciu katolików. Na przełomie XIX i XX w. wieś (gmina miejscowa, gmina katastralna) Przewodów składała się ze wsi właściwej i obszaru dworskiego. Ten drugi miał niewiele mniejszą powierzchnię, ale znacznie mniejszą populację. Powierzchnia całej wsi wynosiła 1205 ha, z czego 100 ha pokrywał las. Miejscowość należała do powiatu (starostwa) sokalskiego, podlegając powiatowi sądowemu w Bełzie. We wsi znajdowała się jednoklasowa szkoła ludowa, filialna cerkiew greckokatolicka i stacjonowali żandarmi. Katolicy łacińscy podlegali parafii w Żniatynie, uniccy parafii w Liskach, a Żydzi gminie w Bełzie. Spis z r. 1921 (wówczas Przewodów był w powiecie sokalskim województwa lwowskiego) wykazał 140 domów oraz 737 mieszkańców, w tym 34 Żydów i 658 Ukraińców. Z roku 1947 pochodzą dane o ówczesnej aktywności w rejonie Przewodowa oddziałów Ukraińskiej Powstańczej Armii. W okresie PRL wieś była siedzibą kombinatu Państwowego Gospodarstwa Rolnego, który w 1981 r. obejmował obszar 4572 ha, głównie bardzo dobrej jakości gleb - czarnoziemów na lessach, miał ośrodki rolnicze w sześciu pobliskich miejscowościach: Białystok, Lipina, Majdan, Myców, Setniki i Wasylów, a także bazę transportowo-remontową. W latach 1975–1998 miejscowość administracyjnie należała do ówczesnego województwa zamojskiego. W latach 1981–1986 wybudowano kościół św. Brata Alberta, przy którym w 1988 r. erygowano parafię pod tym samym wezwaniem. Parafia ta przejęła cmentarz, który pierwotnie był greckokatolicki.
W 1937 w Przewodowie znaleziono skarb w postaci co najmniej 150 rzymskich denarów, z których najmłodsze bite były w czasach panowania cesarza Kommodusa, czyli w okresie 180–192 n.e. W miejscowości tej odkryto także cmentarzysko kultury przeworskiej

### Kombinat Państwowych Gospodarstw Rolnych
W wyniku zakrojonej na szeroką skalę nacjonalizacji pod koniec lat 40. XX wieku do życia powołano Państwowe Gospodarstwa Rolne, w 1968 roku przekształcone w Kombinat PGR, w którego skład weszły gospodarstwa w Lipinie, Mycowie, Majdanie, Białymstoku, Setnikach i w Przewodowie.  Na terenie gospodarstwa swego czasu funkcjonowały takie instytucje jak amfiteatr, hotel,  zakładowy dom kultury, czy wiejski ośrodek zdrowia. Do dziś funkcjonuje szkoła podstawowa, otwarta w 1974 roku jako Szkoła XXX-lecia PRL w Przewodowie. 

### Eksplozja rakiety 15 listopada 2022
15 listopada 2022 na terenie wsi spadł pocisk; w wyniku eksplozji zginęły dwie osoby.